# Agapetus sarayensis
Agapetus sarayensis là một loài Trichoptera trong họ Glossosomatidae. Chúng phân bố ở miền Cổ bắc.